# Agabus didymus
Agabus didymus là một loài bọ cánh cứng trong họ Bọ nước. Loài này được Olivier miêu tả khoa học năm 1795.

## Hình ảnh

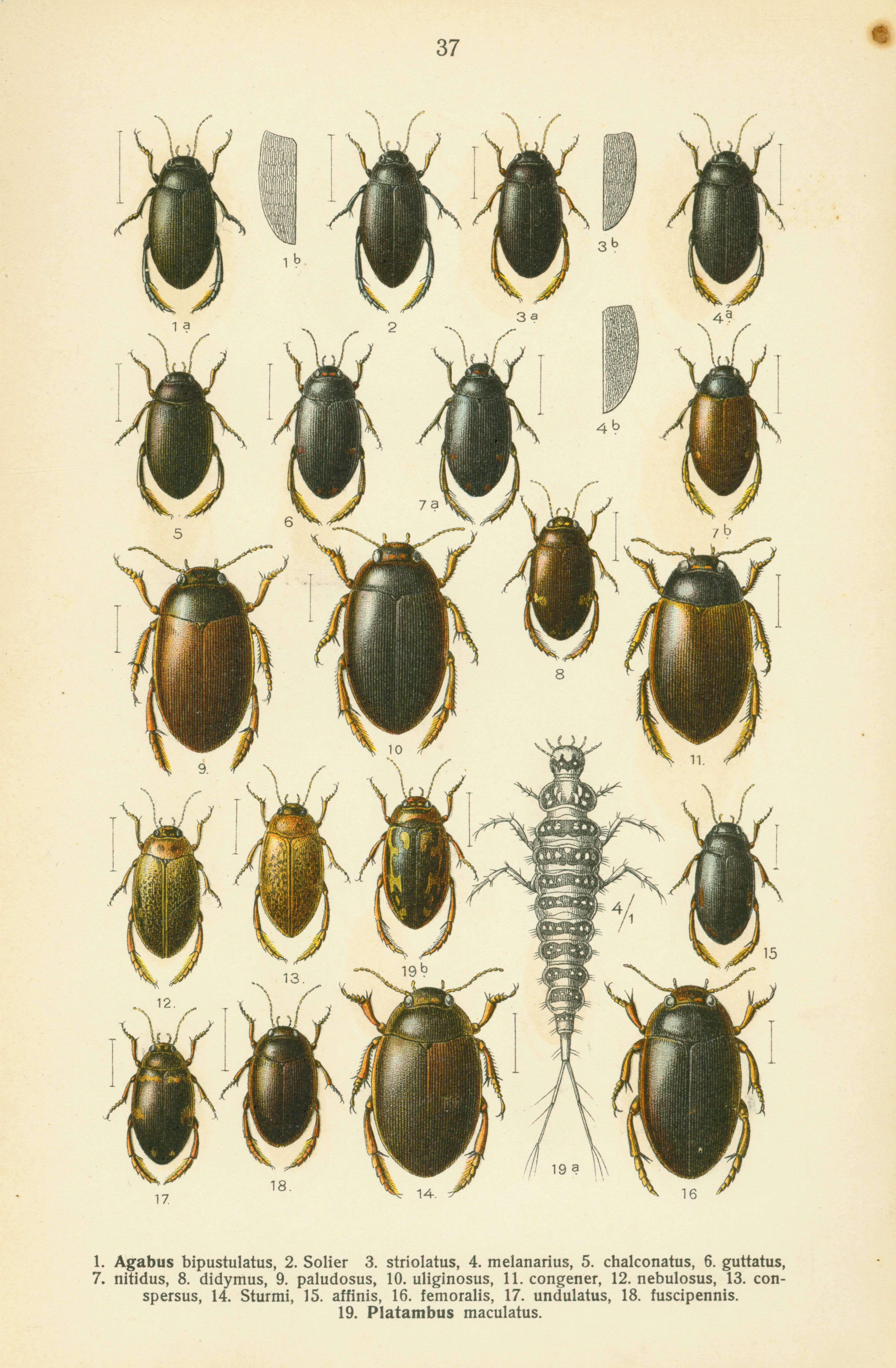
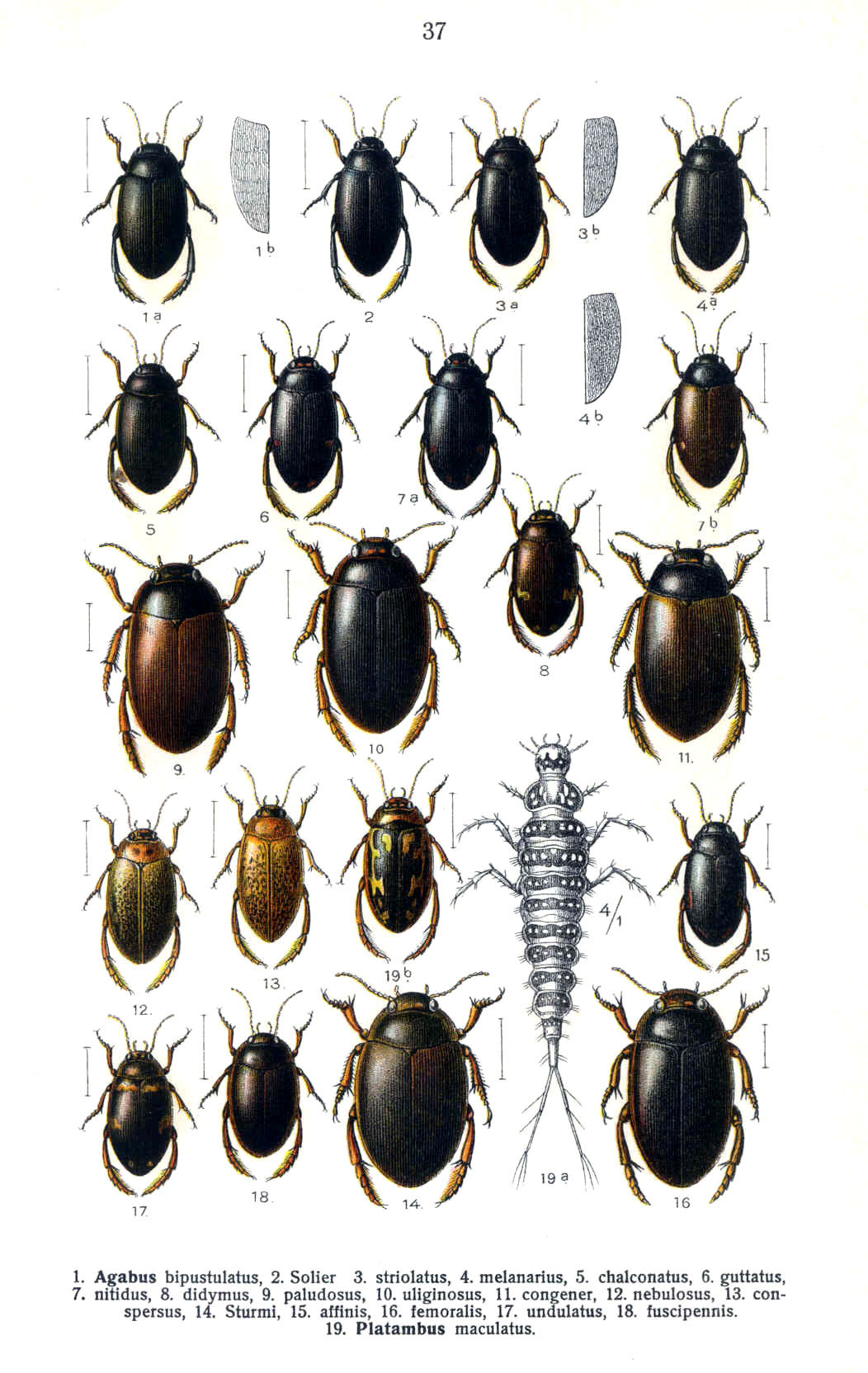